# Haimbachia rufistrigalis
Haimbachia rufistrigalis là một loài bướm đêm trong họ Crambidae.